# Porte Haute (Le Malzieu-Ville)
Pour les articles homonymes, voir Porte Haute.
La porte Haute est une porte de ville située au Malzieu-Ville, en France.

## Localisation
La porte est située sur la commune du Malzieu-Ville, dans le département français de la Lozère.

## Historique
L'édifice est inscrit au titre des monuments historiques en 1950.